# 纳叶蝉属
纳叶蝉属（学名：Nakula）是叶蝉科下的一个属。

## 下属物种
本属包括以下物种：
- 彩纳叶蝉 Nakula multicolor Distant, 1918